# Топи, Бамир
Бами́р Мюрте́за То́пи (алб. Bamir Myrteza Topi; род. 24 апреля 1957, Тирана, Албания) — президент Албании с 24 июля 2007 по 24 июля 2012, сменил на этой должности Альфреда Мойсиу.
Биолог-ветеринар по профессии. Член Демократической Партии Албании, её вице-председатель, в парламенте с 1996 года, министр сельского хозяйства в 1996—1997. Избран главой государства с четвёртого раза после политического кризиса. После избрания покинул партию, заявив о желании быть над схваткой.

## Ранняя жизнь и общественная деятельность
Топи родился в Тиране 24 апреля 1957 года, учился в Сельскохозяйственном университете Тираны по специальности ветеринар. Также он получил научное звание доктор философии. С 1984 по 1995 годы он занимался научной работой в Институте ветеринарных научных исследований. В период 1987—1990 годов он проходил аспирантуру в Италии, в области молекулярной биологии. После своего возвращения из Италии Топи был назначен руководителем отдела по безопасности пищевых продуктов и ветеринарии в Институте ветеринарных научных исследований и пробыл в занимаемой должности до конца 1995 года. За время своей деятельности в этом институте, в качестве руководителя и научного сотрудника, Топи дал мировой статус этому важному учреждению страны. Также Топи проводил научную деятельность в подготовке учебных программ по токсикологии и фармакологии по этим предметам для студентов и аспирантов факультета ветеринарной медицины и в то же время был лектором по этим предметам около десяти лет. В 1996 году он был назначен министром сельского хозяйства и продовольствия, и на этой должности он пробыл один год. Также он был избран в Ассамблею Албании в качестве кандидата от Демократической партии. Он был избран вице-председателем Демократической партии Албании, которая возглавлялась тогда Сали Бериша. Топи стал широко признанным политиком, ведущим весьма активную роль в урегулировании кризиса в отношениях между правящим большинством и оппозицией, как персонаж политических договорённостей и различных парламентских инициатив. Он также имеет звание почётного президента футбольного клуба Тираны.

## Президент Албании
8 марта 2007, Топи стал кандидатом от Демократическрой партии на президентских выборах 2007 года.Также две партии Христианско-демократическая партия Албании и Республиканская партия Албании поддержали его кандидатуру.
На голосовании, состоявшемся 8 июля, Топи получил 75 голосов в парламенте, что было недостаточно, чтобы быть избранным президентом, при минимуме 84 голосa. Оппозиция во главе с Социалистической партией, бойкотировала голосование. Второй тур голосования для избрания президента состоялся 10 июля. Парламент так и не смог избрать президента, на этот раз Топи получил 74 голоса. 14 июля произошло очередное голосование и на этот раз Топи получил только 50 голосов, в то время как Неритан Цека от партии Демократической Альянс получил 32 голоса членов парламента.
20 июля, в четвёртом туре голосования, Топи был поддержан некоторыми членами оппозиции и получил 85 голосов, таким образом, он был избран президентом Республики Албании на пятилетний срок. Он был приведён к присяге 24 июля.
Топи официально сложил с себя полномочия вице-председателя Демократической партии Албании и вышел из партии чтобы считаться политически беспристрастным.
В 2008 году президент Топи издал указ о посмертном награждении орденом «Честь нации» 22 представителей албанской интеллигенции, убитых в резне 1951 года.

## Поддержка независимости Косово
Топи активный сторонник независимости Косова. Он решительно указал на необходимость получения суверенитета для Косово от Совета Европы и других международных организаций.
По совместному приглашению Президента Косово, Фатмира Сейдиу, и главы миссии ООН Йоахима Рюккера, Топи совершил трёхдневный визит в Косово в январе 2009 года. Он был объявлен почётным гражданином Приштины и награждён золотой медалью. В ходе своего визита он также получил звание почётного доктора в университете Приштины.